# Lymantria nudala
Lymantria nudala este o specie de molii din genul Lymantria, familia Lymantriidae, descrisă de Embrik Strand 1915 Conform Catalogue of Life specia Lymantria nudala nu are subspecii cunoscute.